# Залц (Доња Франконија)
Залц (њем. Salz) град је у њемачкој савезној држави Баварска. Једно је од 37 општинских средишта округа Рен-Грабфелд. Према процјени из 2010. у граду је живјело 2.296 становника. Посједује регионалну шифру (AGS) 9673161.

## Географски и демографски подаци
Залц се налази у савезној држави Баварска у округу Рен-Грабфелд. Град се налази на надморској висини од 234 метра. Површина општине износи 8,6 km². У самом граду је, према процјени из 2010. године, живјело 2.296 становника. Просјечна густина становништва износи 265 становника/km².

## Међународна сарадња
| Мјесто        | Држава               | Врста сарадње | Од    |
| ------------- | -------------------- | ------------- | ----- |
| Першор        | Уједињено Краљевство | партнерство   | 1979. |
| Фалез         | Француска            | партнерство   | 1969. |
| Оберпулендорф | Аустрија             | партнерство   | 1982. |
| Извор         |                      |               |       |